# ショウナンアデラ
ショウナンアデラ（欧字名:Shonan Adela、2012年2月10日 - ）は、日本の競走馬、繁殖牝馬。
2014年のJRA賞最優秀2歳牝馬である。同年の阪神ジュベナイルフィリーズ（GI）を優勝した。

## 生涯

### デビューまで
オールウェイズウィリングは、アメリカで生産された父イルーシヴクオリティ、母オールウェイズロイヤルの牝馬である。アメリカで競走馬として3戦1勝。2010年に北海道日高町の下河辺牧場が購入し、繁殖牝馬として日本に輸入された。アメリカで種付けされていた父ハードスパンの初仔を下河辺牧場で生産、その後の種付けは行われず、1年間空胎で過ごした。翌2011年、日本で初めてとなる種付けでは、相手にディープインパクトが選ばれた。2012年2月10日、下河辺牧場にて2番仔となる鹿毛の牝馬（後のショウナンアデラ）が生産される。牧場での2番仔は、病気などなく健康に過ごしたという。下河辺行雄によれば「体の線が奇麗な馬で、歩かせた時の姿が特に良かった。」。下河辺隆行によれば「血統的にも期待の大きな馬でしたし、牝馬ながらに骨格のよい、雄大な馬（中略）素直な性格で、扱い易い馬」。2歳となった3月、牧場を訪れた鈴木淑子はこの仔を見て「漂う大物感に胸がときめいた」と振り返っている。
「ショウナン」の冠名で知られる馬主国本哲秀が所有となった2番仔には、冠名に人名の「アデラ」を組み合わせた「ショウナンアデラ」という競走馬名が与えられた。ショウナンアデラは、美浦トレーニングセンターの二ノ宮敬宇厩舎に入厩する。

### 競走馬時代

#### 2歳（2014年）
8月3日、新潟競馬場の新馬戦（芝1600メートル）でデビュー。蛯名正義が騎乗し、1番人気に推されていた。スタートから好位を追走し直線で先頭に立ったが、大外から追い込んだ3番人気ナヴィオンにゴール手前で差し切られた。クビ差の2着に敗れる。続いて10月12日、東京競馬場の未勝利戦（芝1600メートル）でも1番人気の支持。3番手から直線に向き、直線で抜け出した。後方に1馬身4分の1差をつけて初勝利を挙げる。それから11月22日、東京のからまつ賞（芝1400メートル、500万円以下）では好位追走から直線で抜け出した。逃げ馬に4分の3馬身だけ差し切り入線、連勝とした。
脚元が弱く、ここまで3戦を蛯名は「丈夫じゃなく、脚もとと相談しながらの調整なんです。もう少し攻められるようになるといいけど、牧場から大事にゆっくり仕上げている段階。」、調教助手の篠原は「連勝していますが、乗っている人間としてはこんなものじゃないという気持ちがあるんです。もう1つ上のギアがあるんです」さらに二ノ宮は「まだきつい調教をしていない」と表している。
続いて12月14日、阪神ジュベナイルフィリーズ（GI）でGI初出走となる。単勝オッズ9.8倍の5番人気に推された。新馬戦勝利から臨むロカが2.9倍の1番人気、札幌2歳ステークス3着、アルテミスステークス2着のレッツゴードンキが5.6倍の2番人気、2戦2勝コートシャルマンが6.1倍の3番人気、アルテミスステークス優勝のココロノアイが6.3倍の4番人気であった。
8枠16番からスタート。出遅れたが馬群に合流し、内側の13番手に位置した。直線では他に四方八方囲まれていたが、中団にいたレッツゴードンキの背後を取り、レッツゴードンキの進路を辿った。残り200メートルで外に持ち出したことで自らの進路を確保し、残り100メートル付近から追い込みを開始。先に抜け出していたレッツゴードンキをゴール手前で差し切り、半馬身差をつけて先頭で入線した。この時見せた末脚は「父同様、1頭だけ次元の違う脚を使い、まさに『飛ぶ』ような走り」（島田明宏）、「父ディープインパクト譲りの剛脚」（スポーツニッポン）、「一気の伸び脚」（netkeiba.com）と表された。

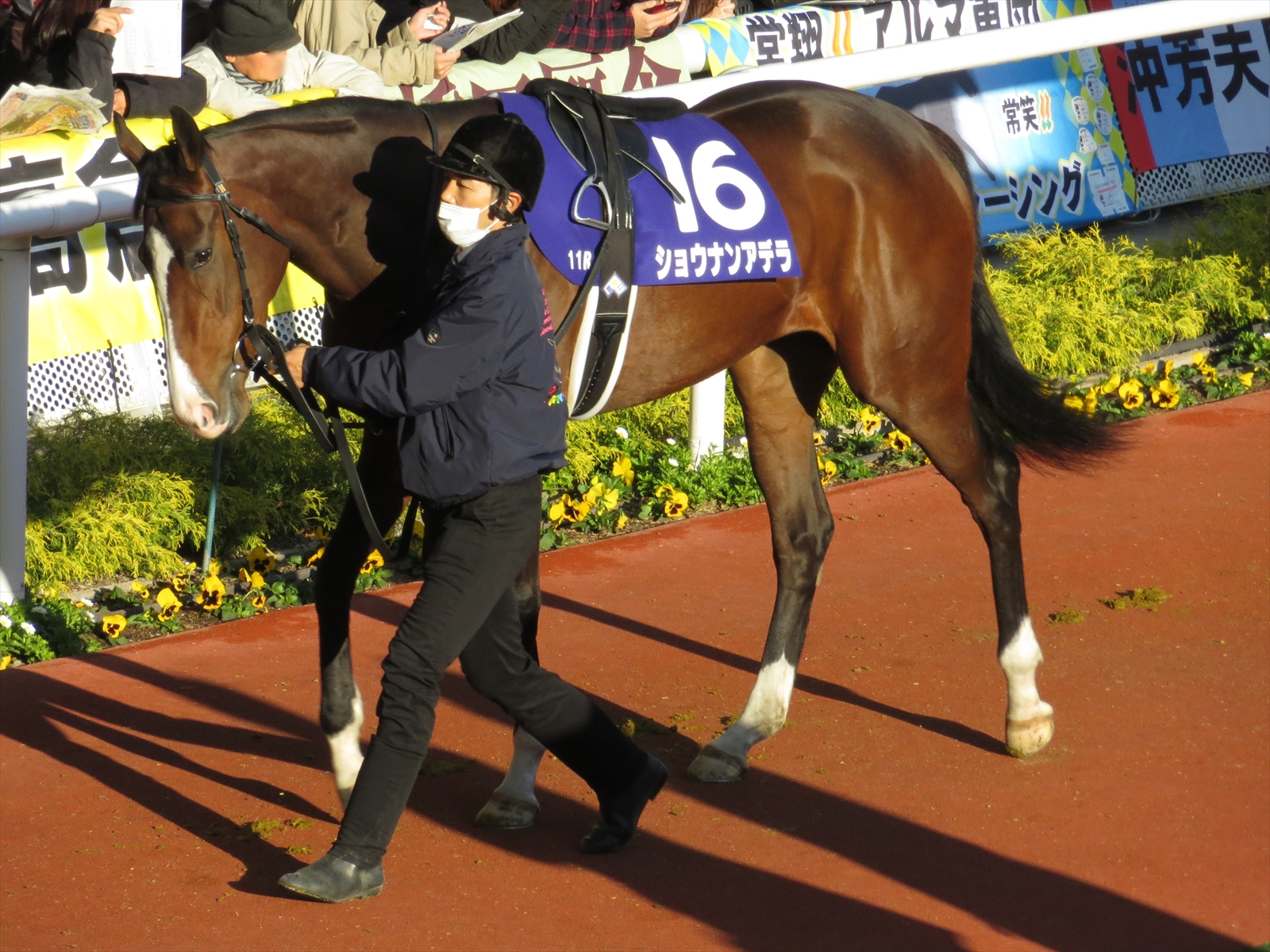
阪神ジュベナイルFのパドック

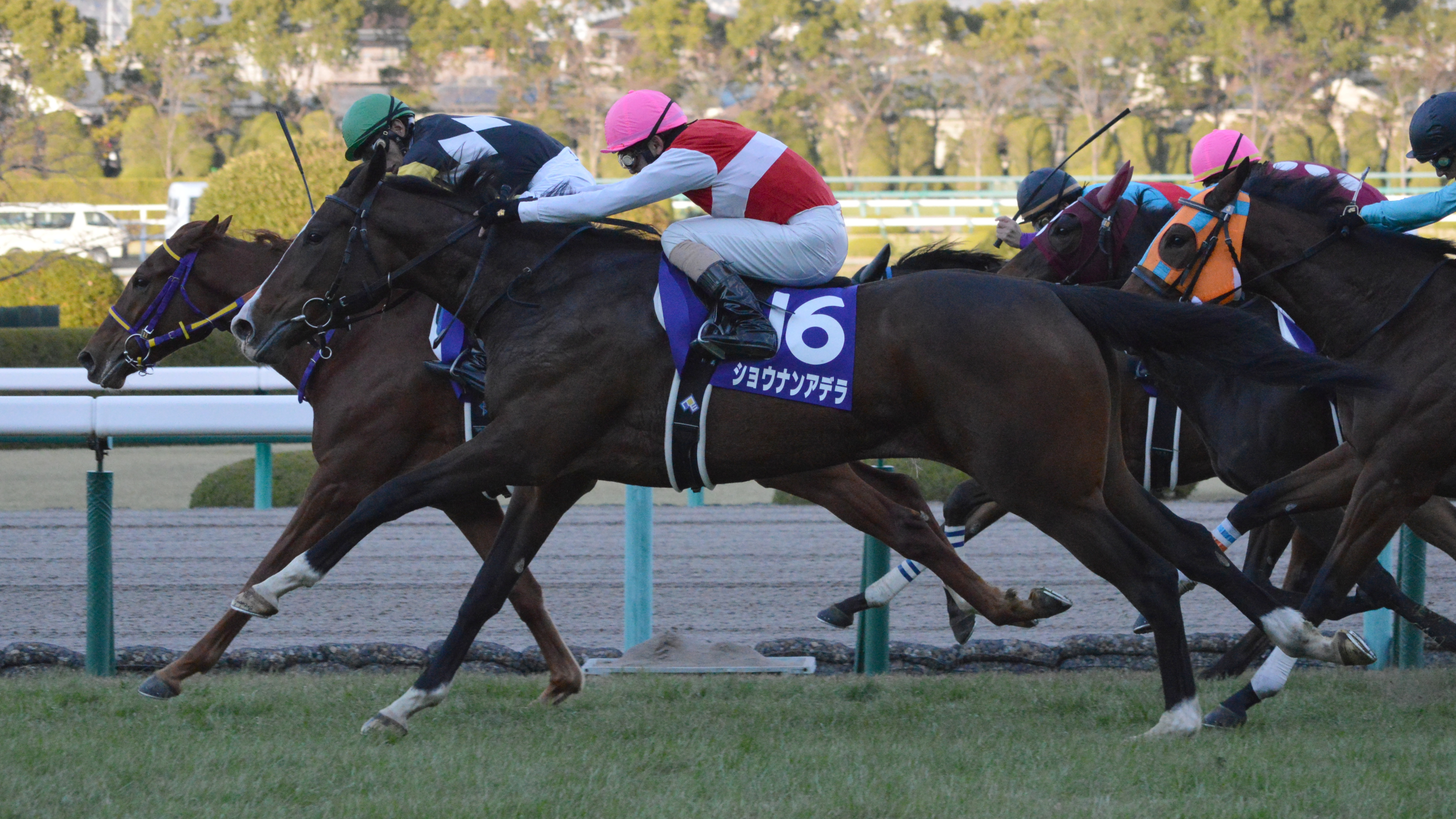
レッツゴードンキ（奥、緑帽）を追い詰めるショウナンアデラ（手前、桃帽、16番）

3連勝でGIおよび重賞初優勝、美浦所属の関東馬としては2009年アパパネ以来となる同競走勝利であり、騎乗した蛯名も同様だった。また国本は2004年のショウナンパントル以来の同競走勝利である。さらに二ノ宮は、レインボーダリアで制した2012年エリザベス女王杯以来のJRA-GI5勝目、下河辺牧場はダノンシャークで制した前月のマイルチャンピオンシップに続いて、2カ月連続でのJRA-GI優勝であった。脚元の弱さゆえに、負荷の強い調教をこなすことなくGIに到達、父のような末脚を見せた姿は、作家・島田明宏に凱旋門賞を意識させている。
この年のJRA賞では、満票285票でJRA賞最優秀2歳牝馬に選出されている。

#### 3-5歳（2015 - 2017年）
阪神ジュベナイルフィリーズ優勝後は、美浦近郊のドリームファームに滞在する。3歳となる2015年は、クラシックの桜花賞に直行する予定だったが、3月に右前脚第三中手骨を骨折。全治6か月以上が判明してクラシック出走を断念した。春から夏にかけて、福島県いわき市の競走馬総合研究所常磐支所「馬の温泉」にて温泉療養を行い、7月に帰厩した。秋はローズステークスで復帰し、秋華賞を目指す予定だったが、ローズステークス出走直前の最終追い切りで左前脚の球節の捻挫が判明して同レースを回避。更なる精密検査の結果、左前脚管骨の骨折と全治6カ月が判明し、再び温泉療養となった。
戦線を離脱したまま4歳となり、2016年3月15日に帰厩。5月15日のヴィクトリアマイル（GI）にて1年5か月ぶり、中517日での復帰を果たすも16着。「シルバー・スパーク・ポイント」と呼ばれる電気治療を受け、「6分くらいのデキ」（蛯名）で臨んだ7月24日の福島テレビオープン（OP）は6着。蛯名によれば「まだ連勝した頃の弾むような走りではなかった」という。この後、左前脚の靭帯に故障をきたして休養。9月に左前脚靱帯の幹細胞移植手術を行っている。戦線を離脱したまま5歳となり、2017年4月のダービー卿チャレンジトロフィー（GIII）で8か月ぶり再復帰を果たしたが最下位16着。続戦するべく福島牝馬ステークス（GIII）に出走登録を行い、追い切りをこなしていたが、直前で脚部不安を発症して回避、急遽競走馬を引退した。4月20日付でJRAの競走馬登録が抹消される。引退に際して二ノ宮は「脚元が無事ならすごい馬になっていたと思う。今まであんなに軽い走りをする馬はいなかった」と述べている。

### 繁殖牝馬時代
引退後は、北海道日高町のクローバーファームで体調を立て直した。国本が繁殖牝馬として所有し、2017年10月には、イギリスに渡りフランケルと交配を実施。2019年2月2日に、イギリスで初仔となる牡馬を生産する。2年目の繁殖シーズンは、ロアリングライオンと交配。受胎した状態で2019年9月に日本に帰国した。2020年4月20日、北海道登別市の青藍牧場にて、2番仔となる鹿毛の牝馬が生産される。2番仔の父ロアリングライオンは4歳で急逝しており、産駒を1世代しか残すことができていない。ショウナンアデラは世界で8頭しかいない、ロアリングライオンと交配を行ったGI級競走優勝牝馬となっている。2022年1月15日、初仔の牡馬ショウナンハクラクが中京競馬場の未勝利戦（芝1400メートル）を勝利し、産駒初勝利を挙げている。

## 競走成績
以下の内容は、JBISサーチおよびnetkeiba.comの情報に基づく。
| 競走日     | 競馬場 | 競走名        | 格      | 距離（馬場）  | 頭 数 | 枠 番 | 馬 番 | オッズ （人気） | 着順 | タイム （上がり3F） | 着差 | 騎手      | 斤量 [kg] | 1着馬（2着馬）         | 馬体重 [kg] |
| ---------- | ------ | ------------- | ------- | ------------- | ----- | ----- | ----- | --------------- | ---- | ------------------- | ---- | --------- | --------- | ---------------------- | ----------- |
| 2014.08.03 | 新潟   | 2歳新馬       |         | 芝1600m（良） | 18    | 4     | 7     | 003.10（1人）   | 02着 | 1:37.3（33.5）      | -0.0 | 0蛯名正義 | 54        | ナヴィオン             | 474         |
| 0000.10.12 | 東京   | 2歳未勝利     |         | 芝1600m（良） | 18    | 7     | 14    | 001.80（1人）   | 01着 | 1:36.0（34.7）      | -0.2 | 0蛯名正義 | 54        | （メイショウサワヤカ） | 470         |
| 0000.11.22 | 東京   | からまつ賞    | 500万下 | 芝1400m（良） | 12    | 6     | 8     | 002.30（1人）   | 01着 | 1:22.2（34.1）      | -0.1 | 0蛯名正義 | 54        | （ダイトウキョウ）     | 470         |
| 0000.12.14 | 阪神   | 阪神JF        | GI      | 芝1600m（良） | 18    | 8     | 16    | 009.80（5人）   | 01着 | 1:34.4（34.0）      | -0.1 | 0蛯名正義 | 54        | （レッツゴードンキ）   | 468         |
| 2016.05.15 | 東京   | ヴィクトリアM | GI      | 芝1600m（良） | 18    | 8     | 18    | 035.4（11人）   | 16着 | 1:34.3（35.6）      | -2.8 | 0蛯名正義 | 55        | ストレイトガール       | 484         |
| 0000.07.24 | 福島   | 福島テレビOP  | OP      | 芝1800m（良） | 9     | 2     | 2     | 004.70（3人）   | 06着 | 1:48.3（36.1）      | -1.0 | 0蛯名正義 | 54        | ウインフルブルーム     | 492         |
| 2017.04.01 | 中山   | ダービー卿CT  | GIII    | 芝1600m（稍） | 16    | 2     | 4     | 039.00（9人）   | 16着 | 1:35.8（35.4）      | -1.1 | 0蛯名正義 | 53        | ロジチャリス           | 502         |

## 繁殖成績
|       | 生年   | 馬名                   | 性 | 毛色   | 父             | 馬主     | 厩舎           | 戦績    | 供用       | 出典   |
| ----- | ------ | ---------------------- | -- | ------ | -------------- | -------- | -------------- | ------- | ---------- | ------ |
| 初仔  | 2019年 | ショウナンハクラク     | 牡 | 黒鹿毛 | Frankel        | 国本哲秀 | 栗東・松下武士 | 27戦4勝 | 現役競走馬 | [ 41 ] |
| 2番仔 | 2020年 | ショウナンハコブネ     | 牝 | 鹿毛   | Roaring Lion   | 国本哲秀 | 美浦・奥村武   | 2戦0勝  | 引退・繁殖 | [ 48 ] |
| 3番仔 | 2021年 | ショウナンアデラの2021 | 牝 | 鹿毛   | ロードカナロア |          |                |         | 未出走     | [ 49 ] |

- 2025年4月13日現在

## 血統表
| ショウナンアデラの血統                                  | ショウナンアデラの血統                                 | ショウナンアデラの血統                        | （血統表の出典）                              | （血統表の出典） |
| 父系                                                    | サンデーサイレンス系/ヘイロー系                        | サンデーサイレンス系/ヘイロー系               | サンデーサイレンス系/ヘイロー系               | [ § 2 ]          |
| 父 ディープインパクト 2002 鹿毛                         | 父の父*サンデーサイレンス Sunday Silence 1986 青鹿毛   | Halo                                          | Hail to Reason                                | Hail to Reason   |
| 父 ディープインパクト 2002 鹿毛                         | 父の父*サンデーサイレンス Sunday Silence 1986 青鹿毛   | Halo                                          | Cosmah                                        |                  |
| 父 ディープインパクト 2002 鹿毛                         | 父の父*サンデーサイレンス Sunday Silence 1986 青鹿毛   | Wishing Well                                  | Understanding                                 | Understanding    |
| 父 ディープインパクト 2002 鹿毛                         | 父の父*サンデーサイレンス Sunday Silence 1986 青鹿毛   | Wishing Well                                  | Mountain Flower                               |                  |
| 父 ディープインパクト 2002 鹿毛                         | 父の母*ウインドインハーヘア Wind in Her Hair 1991 鹿毛 | Alzao                                         | Lyphard                                       | Lyphard          |
| 父 ディープインパクト 2002 鹿毛                         | 父の母*ウインドインハーヘア Wind in Her Hair 1991 鹿毛 | Alzao                                         | Lady Rebecca                                  |                  |
| 父 ディープインパクト 2002 鹿毛                         | 父の母*ウインドインハーヘア Wind in Her Hair 1991 鹿毛 | Burghclere                                    | Busted                                        | Busted           |
| 父 ディープインパクト 2002 鹿毛                         | 父の母*ウインドインハーヘア Wind in Her Hair 1991 鹿毛 | Burghclere                                    | Highclere                                     |                  |
| 母 *オールウェイズウィリング Always Willing 2006 黒鹿毛 | 母の父Elusive Quality 1993 鹿毛                        | Gone West                                     | Mr.Prospector                                 | Mr.Prospector    |
| 母 *オールウェイズウィリング Always Willing 2006 黒鹿毛 | 母の父Elusive Quality 1993 鹿毛                        | Gone West                                     | Secrettame                                    |                  |
| 母 *オールウェイズウィリング Always Willing 2006 黒鹿毛 | 母の父Elusive Quality 1993 鹿毛                        | Touch of Greatness                            | Hero's Honor                                  | Hero's Honor     |
| 母 *オールウェイズウィリング Always Willing 2006 黒鹿毛 | 母の父Elusive Quality 1993 鹿毛                        | Touch of Greatness                            | Ivory Wand                                    |                  |
| 母 *オールウェイズウィリング Always Willing 2006 黒鹿毛 | 母の母Always Loyal 1994 黒鹿毛                         | Zilzal                                        | Nureyev                                       | Nureyev          |
| 母 *オールウェイズウィリング Always Willing 2006 黒鹿毛 | 母の母Always Loyal 1994 黒鹿毛                         | Zilzal                                        | French Charmer                                |                  |
| 母 *オールウェイズウィリング Always Willing 2006 黒鹿毛 | 母の母Always Loyal 1994 黒鹿毛                         | Balbonella                                    | *ゲイメセン                                   | *ゲイメセン      |
| 母 *オールウェイズウィリング Always Willing 2006 黒鹿毛 | 母の母Always Loyal 1994 黒鹿毛                         | Balbonella                                    | Bamieres                                      |                  |
| 母系(F-No.)                                             | (FN:1-n)                                               | (FN:1-n)                                      | (FN:1-n)                                      | [ § 3 ]          |
| 5代内の近親交配                                         | Northern Dancer5x5･5=9.38%、Sir Ivor5x5=6.25%          | Northern Dancer5x5･5=9.38%、Sir Ivor5x5=6.25% | Northern Dancer5x5･5=9.38%、Sir Ivor5x5=6.25% | [ § 4 ]          |
| 出典                                                    | 1. 2. 3. 4.                                            | 1. 2. 3. 4.                                   | 1. 2. 3. 4.                                   | 1. 2. 3. 4.      |

- 祖母オールウェイズロイヤルは、1997年プール・デッセ・デ・プーリッシュ（フランス1000ギニー）優勝馬。その半兄にキーオブラック、アナバーがいる。